# 1316 w literaturze
Wydarzenia literackie w 1316 roku.

## Zmarli
- Dino Frescobaldi, włoski poeta (data niepewna)